# Lac Bassenthwaite
Le lac Bassenthwaite est un des principaux lacs du Lake District dans le nord-ouest de l'Angleterre, dans le comté de Cumbria.

## Traduction
- (en) Cet article est partiellement ou en totalité issu de l’article de Wikipédia en anglais intitulé « Bassenthwaite Lake » (voir la liste des auteurs).